# Рубанівська сільська рада
Ру́банівська сільська́ ра́да — адміністративно-територіальна одиниця та орган місцевого самоврядування в Великолепетиському районі Херсонської області. Адміністративний центр — село Рубанівка.

## Загальні відомості
- Територія ради: 15,385 км²
- Населення ради: 4 002 особи (станом на 2001 рік)

## Населені пункти
Сільській раді підпорядковані населені пункти:
- с. Рубанівка
- с. Веселе

## Склад ради
Рада складається з 20 депутатів та голови.
- Голова ради: Семенов Олег Іванович
- Секретар ради: Сеньків Юлія Миколаївна

### Керівний склад попередніх скликань
| Прізвище, ім'я, по батькові | Основні відомості                                                 | Дата обрання | Дата звільнення |
| --------------------------- | ----------------------------------------------------------------- | ------------ | --------------- |
| Карп Ігор Григорович        | Сільський голова, 1954 року народження, безпартійний              | 26.03.2006   | 31.10.2010      |
| Семенов Олег Іванович       | Сільський голова, 1970 року народження, освіта вища, безпартійний | 31.10.2010   |                 |

Примітка: таблиця складена за даними сайту Верховної Ради України

### Депутати
За результатами місцевих виборів 2010 року депутатами ради стали:

#### За суб'єктами висування
| Суб'єкт висування                                       | Кількість обраних депутатів | %  |
| ------------------------------------------------------- | --------------------------- | -- |
| Партія регіонів                                         | 12                          | 60 |
| Комуністична партія України                             | 4                           | 20 |
| Самовисування                                           | 3                           | 15 |
| Політична партія Всеукраїнське об'єднання «Батьківщина» | 1                           | 5  |

#### За округами
| № округу                                                | Прізвище, ім'я, по батькові       | Дата визнання обраним | Освіта  | Партійна приналежність                        | Відомості про обраного депутата                                   |
| ------------------------------------------------------- | --------------------------------- | --------------------- | ------- | --------------------------------------------- | ----------------------------------------------------------------- |
| Комуністична партія України                             |                                   |                       |         |                                               |                                                                   |
| 10                                                      | Филиппенко Сергій Андрійович      | 05.11.2010            | середня | член Комуністичної партії України             | пенсіонер                                                         |
| 15                                                      | Бунько Ніна Михайлівна            | 05.11.2010            | середня | позапартійна                                  | Рубанівська загальноосвітня школа I-III ст. № 2, кухар            |
| 19                                                      | Трапенова Олена Дмитрівна         | 05.11.2010            | вища    | член Комуністичної партії України             | тимчасово не працює                                               |
| 20                                                      | Суржик Володимир Михайлович       | 05.11.2010            | середня | позапартійний                                 | пенсіонер                                                         |
| Партія регіонів                                         |                                   |                       |         |                                               |                                                                   |
| 2                                                       | Лебедєва Лідія Іванівна           | 05.11.2010            | вища    | член Партії регіонів                          | Рубанівська сільська рада, секретар                               |
| 3                                                       | Мотузна Людмила Миколаївна        | 05.11.2010            | вища    | член Партії регіонів                          | Рубанівське відділення ХФ КБ ПАТ «Приват банк», старший економіст |
| 4                                                       | Загной Любов Олексіївна           | 05.11.2010            | вища    | член Партії регіонів                          | Рубанівський ясла-садочок «Рукавичка», завідувачка                |
| 6                                                       | Моісеєнко Лідія Вікторівна        | 05.11.2010            | середня | член Партії регіонів                          | Рубанівська сільська рада, інспектор по податкам                  |
| 7                                                       | Володводенко Тетяна Володимирівна | 05.11.2010            | вища    | член Партії регіонів                          | Рубанівська сільська рада, фахівець з соціальної роботи           |
| 8                                                       | Стрельцов Сергій Миколайович      | 05.11.2010            | вища    | член Партії регіонів                          | Рубанівська загальноосвітня школа I-III ст. № 2, вчитель          |
| 9                                                       | Сеньків Юлія Миколаївна           | 05.11.2010            | вища    | член Партії регіонів                          | у декретній відпустці                                             |
| 11                                                      | Камєнєва Ольга Юріївна            | 05.11.2010            | вища    | член Партії регіонів                          | Рубанівська загальноосвітня школа I-III ст. № 2, вчитель          |
| 13                                                      | Крамар Наталія Дмитрівна          | 05.11.2010            | вища    | член Партії регіонів                          | ТОВ «Аграрний Південь», бухгалтер                                 |
| 14                                                      | Макара Тетяна Степанівна          | 05.11.2010            | вища    | член Партії регіонів                          | Рубанівська сільська рада, головний бухгалтер                     |
| 16                                                      | Шандригон Світлана Михайлівна     | 05.11.2010            | вища    | член Партії регіонів                          | тимчасово не працює                                               |
| 17                                                      | Мостипан Зінаїда Василівна        | 05.11.2010            | вища    | член Партії регіонів                          | Рубанівський дитячий садок «Вишенька», охоронець                  |
| Політична партія Всеукраїнське об'єднання «Батьківщина» |                                   |                       |         |                                               |                                                                   |
| 18                                                      | Зінов'єва Олена Сергіївна         | 05.11.2010            | вища    | член Всеукраїнського об'єднання «Батьківщина» | Рубанівська сільська рада, спеціаліст з питань землекористування  |
| Самовисування                                           |                                   |                       |         |                                               |                                                                   |
| 1                                                       | Верига Марія Іванівна             | 05.11.2010            | вища    | позапартійна                                  | Рубанівський ясла-садок «Барвінок», завідувачка                   |
| 5                                                       | Дранчук Ірина Петрівна            | 05.11.2010            | вища    | позапартійна                                  | Рубанівська дільнична лікарня, старший фельдшер швидкої допомоги  |
| 12                                                      | Костів Надія Григорівна           | 05.11.2010            | середня | член Всеукраїнського об'єднання «Батьківщина» | пенсіонер                                                         |

## Населення
Згідно з переписом УРСР 1989 року чисельність наявного населення сільської ради становила 4250 осіб, з яких 1994 чоловіки та 2256 жінок.
За переписом населення України 2001 року в сільській раді мешкало 3988 осіб.

### Мова
Розподіл населення за рідною мовою за даними перепису 2001 року:
| Мова       | Відсоток |
| ---------- | -------- |
| українська | 79,69 %  |
| російська  | 20,11 %  |
| білоруська | 0,07 %   |
| гагаузька  | 0,02 %   |
| молдовська | 0,02 %   |
| циганська  | 0,02 %   |